# 川本真琴"KING SIZE BEDROOM"TOUR 2001
『川本真琴"KING SIZE BEDROOM"TOUR 2001』（かわもとまこと キング・サイズ・ベッドルーム ツアー 2001）は、2001年11月から2001年12月に開催された川本真琴のコンサートツアー。

## 概要
『川本真琴"KING SIZE BEDROOM"TOUR 2001』は2001年3月に2ndアルバム『 gobbledygook』、続く2001年10月に9thシングル「ブロッサム」をリリースした後に行われたコンサートツアー。
5公演が行われ、その内最終公演である「東京SHIBUYA-AX公演(2001/12/1)」では、CS放送にて全国同時生中継された。この日の映像は、長きに渡りYoutube等で海賊版的に出回っていたが、11年後の2012年12月にオフィシャル作品『KING SIZE BEDROOM TOUR』としてリリースされた。

## 日程
1. 名古屋クラブクアトロ
日時：2001年11月24日（土） START 19：00～
プロモーター:ZOOM
2. Zepp Osaka
日時：2001年11月25日（日） START 18：00～
プロモーター:キョードー大阪
3. 福岡DRUM Be-1
日時：2001年11月27日（火） START 18：30～
プロモーター:キョードー西日本
4. 仙台CLUB JUNK BOX
日時：2001年11月29日（木） START 18：30～
プロモーター:キョードー東北
5. 東京SHIBUYA-AX
日付：2001年12月1日（土） START 18：30～
プロモーター:ソーゴー東京

## 映像作品
- 「KING SIZE BEDROOM TOUR」（2012年発売） ※最終公演日の模様
- 「Ten.cut.plus. clips 1996-2001」（2002年発売） ※特典映像に1曲収録